# Sznur służbowy (wojskowy)

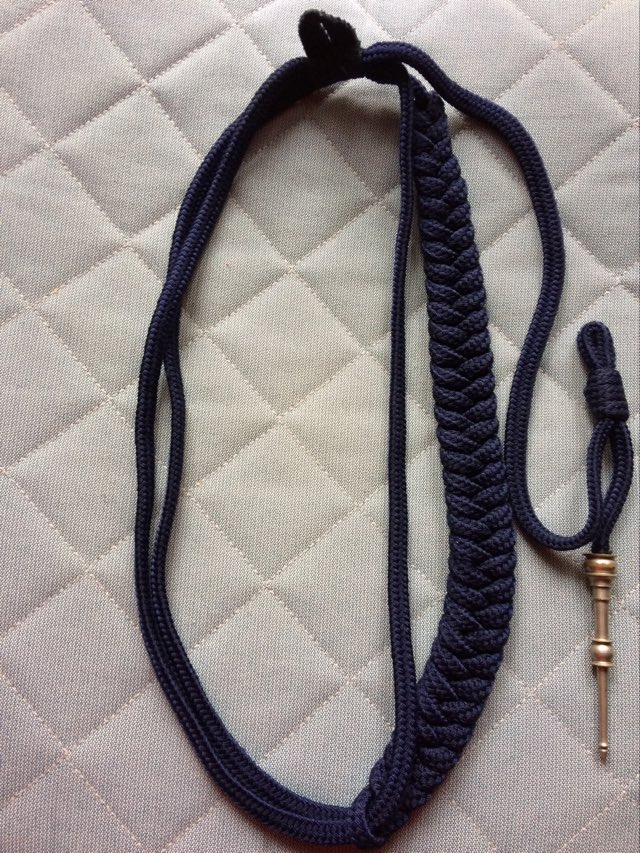
Sznur służbowy kompanii wartowniczych NJW MSW.

Sznur służbowy – używany tylko w trakcie pełnienia służby wartowniczej i reprezentacyjnej na obiektach rządowych, oraz pełnienia służby dyżurnej jednostki, przez żołnierzy służby zasadniczej NJW MSW, oraz przez żołnierzy służby zasadniczej WSW podczas służby patrolowej i czynności służbowych, lub na rozkaz Szefa WSW przy innych okazjach.
Sznur zawieszany był na lewym ramieniu, przypinając jego górną pętelkę do guzika przyszytego w tym celu, pod lewym naramiennikiem, bluzy munduru służbowego, drugi koniec sznura zakończony pętelką dolną, przypinany do drugiego guzika bluzy mundurowej.

## NJW MSW
W 1965 Nadwiślańska Brygada Ochrony Rządu została przemianowana przez Ministra Spraw Wewnętrznych na Nadwiślańską Brygadę MSW im. Czwartaków AL. W tym czasie dokonano też zmiany umundurowania żołnierzy służby zasadniczej Brygady, oraz dodano sznur służbowy koloru granatowego. Nosili go tylko żołnierze kompanii wartowniczych pełniący służbę wartowniczą na obiektach rządowych – zadania te realizowała jednostka skoszarowana w Warszawie na ul. Podchorążych 38. W latach 1968–1974 była to JW 1914, w 1975 -1989 – Warszawska Jednostka MSW im. Czwartaków AL, od 1990 do 2000 – 1 Warszawska Brygada Zmotoryzowana im. Czwartaków AL.

## WSW

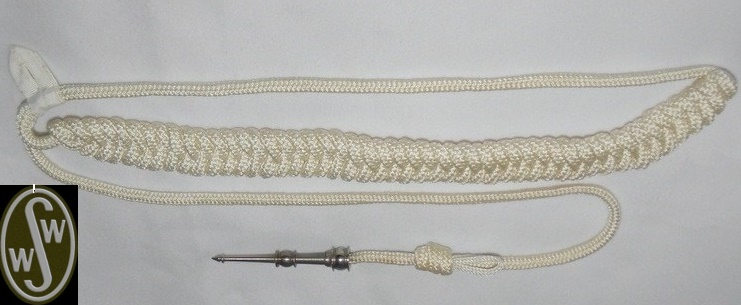
Sznur służbowy Wojskowej Służby Wewnętrznej

Żołnierze służby zasadniczej, po utworzeniu Wojskowej Służby Wewnętrznej wojsk lądowych i lotniczych, podczas pełnienia służby patrolowej i działań służbowych nosili na lewym ramieniu, do 1980 sznur służbowy w kolorze matowo srebrnym. Zarządzeniem Nr 13 Ministra Obrony Narodowej z dnia 26 marca 1980 roku w sprawie nowych wzorów sznurów służbowych WSW; został wprowadzony sznur służbowy dowódcy patrolu WSW w kolorze białym. Żołnierze WSW Marynarki Wojennej nosili sznury w kolorze czerwonym.